# Ramna

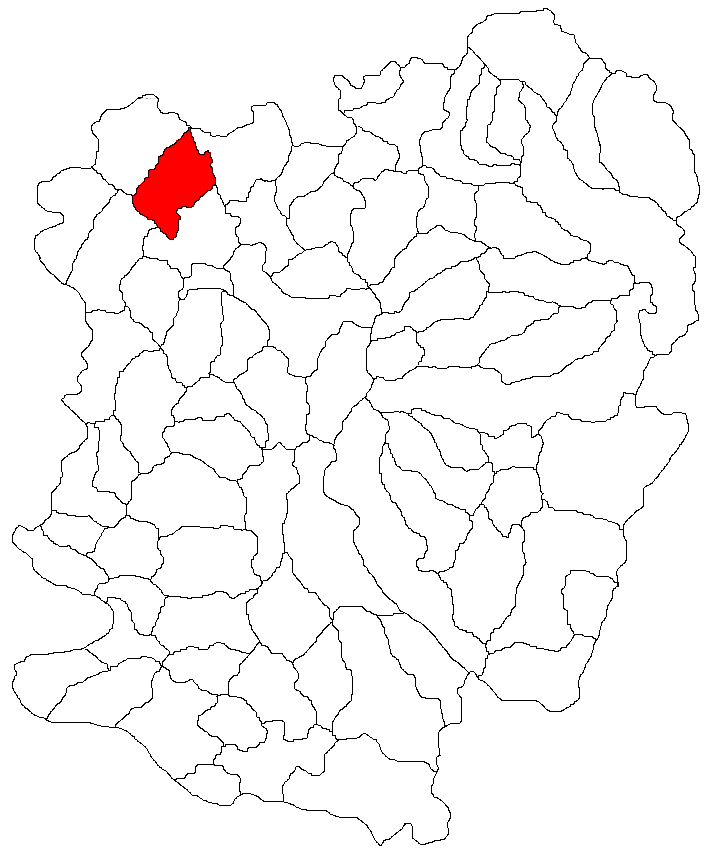
Lage der Gemeinde Ramna im Kreis Caraș-Severin

Ramna (deutsch Rawna, ungarisch Rafna) ist eine Gemeinde im Kreis Caraș-Severin, in der Region Banat, im Südwesten Rumäniens. Zu der Gemeinde Ramna gehören auch die Dörfer Bărbosu und Valeapai.

## Geografische Lage
Ramna liegt im Nordwesten des Kreises Caraș-Severin, in 40 km Entfernung von Reșița und 17 km von Bocșa.

## Nachbarorte
| Ersig    | Vermeș                                      | Valeapai |
| Berzovia | Kompassrose, die auf Nachbargemeinden zeigt | Ezeriș   |
| Fizeș    | Bocșa                                       | Soceni   |

## Geschichte
Im Laufe der Jahrhunderte traten verschiedene Schreibweisen des Ortsnamens in Erscheinung: 1448 Rawna, 1475 Felsew Ramna, Also Ramna, Rawnapatha, 1492 Ravna, 1561 Rawna, 1576 Rauna, 1636 Rouuna.
Eine erste urkundliche Erwähnung der Siedlung Ravna stammt aus dem Jahr 1364. Eine Urkunde vom 13. November 1400 bezieht sich auf die Leibeigenen des Barons Himfy in Ramna.
Auf der Josephinischen Landaufnahme von 1717 gehört Rabna zum Distrikt Werschetz. Nach dem Frieden von Passarowitz (1718) war die Ortschaft Teil der Habsburger Krondomäne Temescher Banat.
In der „Geschichte des Temescher Banats“ von Griselini (1776) ist Rafna eingetragen und auf der Karte von 1764–1785 Ravna.
Infolge des Österreichisch-Ungarischen Ausgleichs (1867) wurde das Banat dem Königreich Ungarn innerhalb der Doppelmonarchie Österreich-Ungarn angegliedert. Die amtliche Ortsbezeichnung war Rafna.
Der Vertrag von Trianon am 4. Juni 1920 hatte die Dreiteilung des Banats zur Folge, wodurch Ramna an das Königreich Rumänien fiel.

## Bevölkerungsentwicklung
| 1880 | 4031 | 3937 | 30 | 35 | 29  |
| 1910 | 4539 | 4276 | 66 | 65 | 132 |
| 1930 | 4188 | 3963 | 16 | 78 | 131 |
| 1977 | 2673 | 2550 | 21 | 5  | 97  |
| 2002 | 1782 | 1729 | 11 | 7  | 35  |
| 2011 | 1560 | 1495 | 9  | 2  | 54  |
| 2021 | 1399 | 1315 | 2  | -  | 82  |